# Egidius Bleyenheuft
Egidius Bleyenheuft, auch Ägidius Bleyenheuft (* 1566 in Aachen; † 20. Mai 1622 ebenda) war ein deutscher Politiker und Bürgermeister der Reichsstadt Aachen.

## Leben und Wirken
Egidius Bleyenheuft war der Sohn von Mathias Bleyenheuft († 1574), Werk- und Baumeister der Wollenambacht, und dessen dritter Ehefrau Sophie Nacken. Er wurde Mitglied in der Bockzunft, in der sich ein Großteil der Gelehrten zusammengeschlossen hatte. Später stieg er in die Kommunalpolitik ein und wurde im Jahr 1604 zum Rentmeister der Stadt Aachen gewählt. Ein Jahr später wurde er im Oktober 1605 kurzfristig als Nachfolger des Schöffen Albrecht Schrick zum Meier von Burtscheid ernannt, der als katholischer Vertreter von der vorübergehenden evangelischen Mehrheit im Stadtrat zunächst des Amtes enthoben aber noch im gleichen Jahr nach Änderung der Mehrheitsverhältnisse wieder als Meier eingesetzt worden war.
Dies änderte jedoch wohl nichts an der Beliebtheit von Bleyenheufts bei seinen Anhängern und er wurde in den Jahren 1610/11, 1617/18 und 1620/21 aus den Reihen der Zünfte zum Bürger-Bürgermeister der Stadt Aachen gewählt, wobei die erste Amtszeit nicht abschließend gesichert, sondern nur errechnet ist.
Bleyenheuft starb am 20. Mai 1622 an den Folgen eines versehentlich abgegebenen Schusses, als er am Fenster des Hauses zum Bock, dem Sitz der Bockzunft am Markt, einer Prozession zugesehen hatte. Er war in erster Ehe verheiratet mit Anna Luppold und nach deren Tod mit Katharina von Hausen, mit der er zwei Kinder bekam. 
An Egidius Bleyenheuft erinnert heute noch eine Wappengravur an der Schale des Aachener Karlsbrunnens auf dem Marktplatz, die während seiner letzten Amtszeit im Jahr 1620 neu gegossen und eingeweiht worden war.